# Блэкджек Ланза
Джон Мортл Ла́нзо (англ. John Mortl Lanzo, 14 октября 1935, Альбукерке, Нью-Мексико — 8 декабря 2021) — американский рестлер, более известный под именем Блэкдже́к Ла́нза (англ. Blackjack Lanza). Вместе со своим многолетним партнёром по команде, Блэкджеком Маллиганом, Ланза был половиной команды «Блэкджеки»: «ковбои в чёрных шляпах, топающие ковбойскими сапогами, суровые парни, которые собирали деньги везде, куда бы они ни пошли». С 1960-х по 1980-е годы Ланза выступал в таких организациях, как American Wrestling Association, World Wrestling Association и World Wide Wrestling Federation, выиграв вместе с Маллиганом титул командных чемпионов мира в этих трёх промоушнах.
После ухода с ринга Ланза работал в World Wrestling Federation в качестве дорожного агента и продюсера. В 2004 году Ланза ввёл своего давнего менеджера Бобби Хинана в Зал славы WWE. 1 апреля 2006 года Ланза вместе со своим бывшим партнёром, Блэкджеком Маллиганом, был введён Хинаном в Зал славы WWE. В 2016 году он был введён в Зал славы рестлинга в составе команды «Блэкджеки». Награду принимал Стэн Хэнсен, поскольку Ланза был слишком болен, чтобы присутствовать.

## Личная жизнь
Ланцо женился на Барбаре Джин Калил 28 сентября 1957 года в Дугласе, Миннесота.

## Смерть
8 декабря 2021 года Джим Росс объявил через Твиттер, что Ланзо умер. Ему было 86 лет, и у него было слабое здоровье.

## Титулы и достижения
- American Wrestling Association
  - Командный чемпион мира AWA (1 раз) — с Бобби Данкумом
  - Чемпион Британской империи в тяжелом весе AWA (1 раз)
- Georgia Championship Wrestling
  - Телевизионный чемпион Джорджии NWA (1 раз)
- NWA Big Time Wrestling
  - Американский чемпион NWA в тяжёлом весе (1 раз)
  - Командный американский чемпион NWA (1 раз) — с Блэкджеком Маллиганом
  - Чемпион Brass Knuckles NWA (Техас) (3 раза)
- NWA Mid-America
  - Южный чемпион в полутяжелом весе NWA (1 раз)
- Зал славы и музей рестлинга
  - 2016[2] — в составе «Блэкджеков»
- World Wrestling Association
  - Чемпион мира WWA в тяжёлом весе (1 раз)
  - Командный чемпион мира WWA (1 раз) — с Блэкджеком Маллиганом
- World Wide Wrestling Federation / Entertainment
  - Зал славы WWE (2006)
  - Командный чемпион мира WWWF (1 раз) — с Блэкджеком Маллиганом